# Musée d'Art sacré du Gard
 (février 2025).
Le musée d'Art sacré du Gard, situé dans le centre historique de Pont-Saint-Esprit (département français du Gard), est installé dans la maison des Chevaliers, demeure médiévale dont l'origine remonte au XIIe siècle. Le bâtiment, acquis par le conseil général du Gard en 1988 est intégralement classé monument historique depuis 1992.
La maison des Chevaliers est l'ancien hôtel particulier des Piolenc, une grande famille de négociants de la vallée du Rhône qui l'occupe durant plus de six siècles, du début du XIIe à la fin du XVIIIe siècle. Cette somptueuse demeure a gardé intactes sa cour royale de justice des années 1340 et ses deux salles d'apparat datées de 1450 et ornées d'exceptionnels plafonds peints. 
Depuis son ouverture au public en juillet 1995, le musée d'Art sacré du Gard explore le sacré en termes de culture, et non de catéchèse. Il se revendique comme musée laïque d'art sacré. Il a pour objet de faire mieux connaître le patrimoine religieux en familiarisant le public à ses rites et à leur signification.
En juillet 2006, le conseil général du Gard a décidé de rendre gratuit l'accès au musée, afin de mettre son patrimoine à la disposition du plus grand nombre et d'en partager la richesse culturelle.

## La Maison des Chevaliers

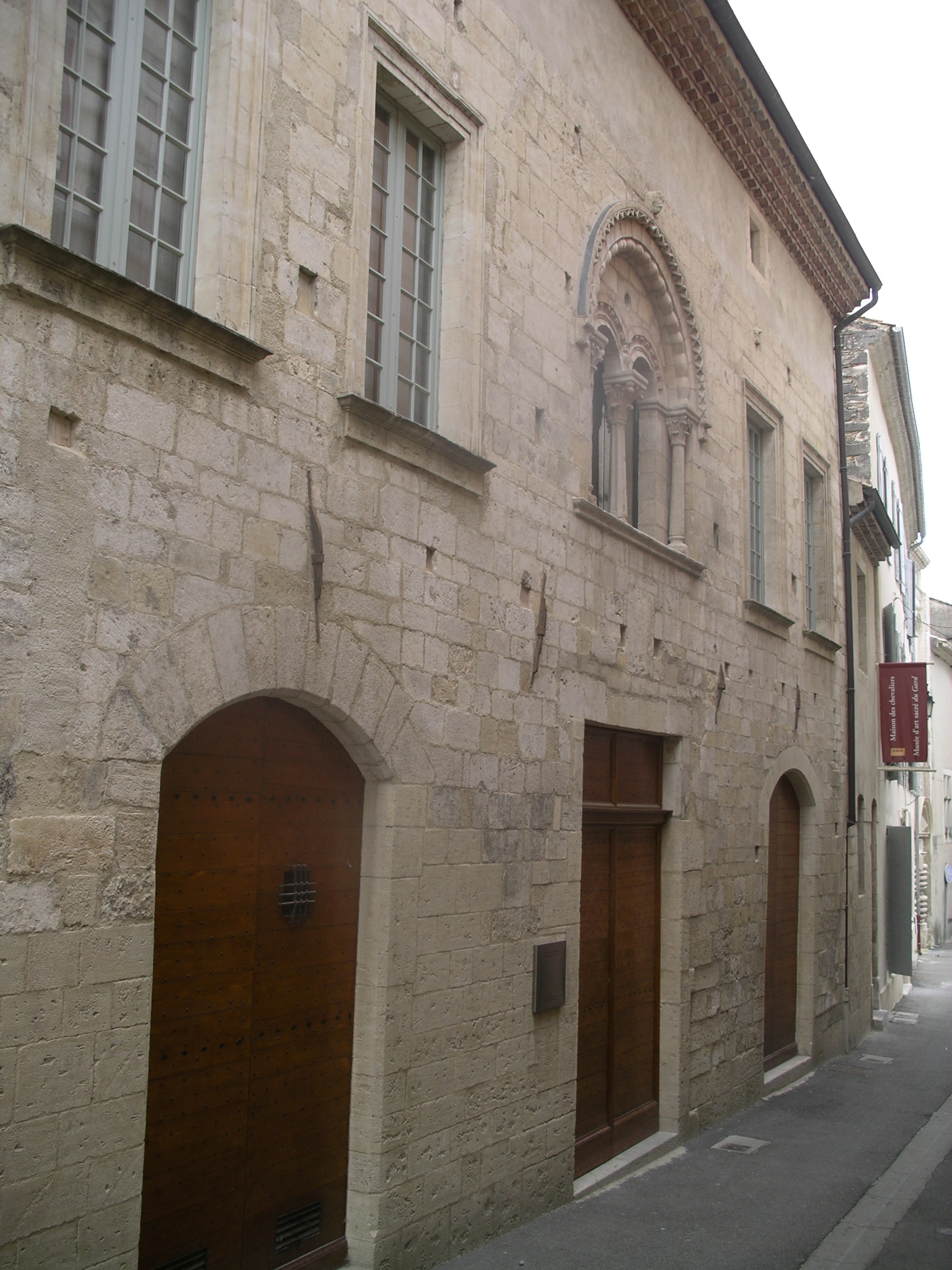
Façade ouest et entrée de la Maison des chevaliers qui abrite le musée d'Art sacré du Gard.

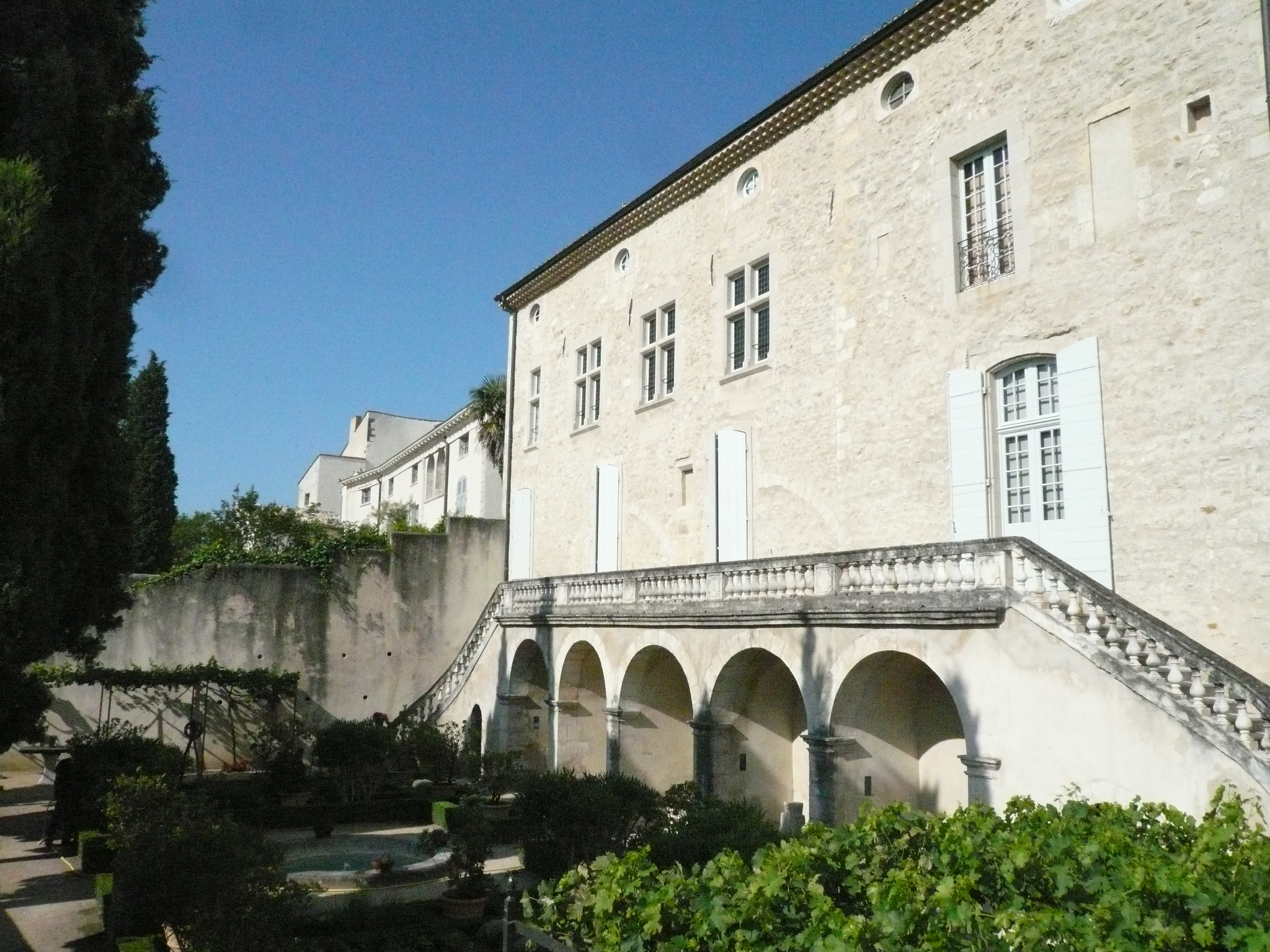
Façade est donnant sur le Rhône et le jardin.

Construit à partir du XIIe siècle sur le plan habituel des habitations du Moyen Âge centré autour d'une cour, modifié et embelli durant les siècles par les Piolenc, le bâtiment avait été passablement divisé et mutilé aux XIXe et XXe siècles, jusqu'à devenir méconnaissable. On croyait alors que les chevaliers de l'ordre du Temple venaient s'y reposer à leur retour de Terre Sainte. Chacun y aurait fait peindre son écu pour signaler son passage. De cette interprétation erronée, l'édifice ne conserve plus que le nom : la Maison des chevaliers.
Acquis par le département du Gard en 1988 et classé en totalité monument historique en 1992, il a fait l'objet de 1993 à 1995 d'une restauration menée sous la responsabilité d'un architecte en chef des monuments historiques, du service des bâtiments départementaux du Gard et de la conservation départementale des musées du Gard.
Auparavant, une campagne de sondages architecturaux avait permis de localiser précisément les décors connus de la maison, de mettre au jour les décors jusque-là inconnus des deux salles d'apparat et de retrouver la cohérence historique et architecturale du bâtiment. Ainsi les travaux de rénovation ont permis de mieux connaître les structures initiales de cette habitation. 

### Compréhension difficile
Les multiples reconstructions rendent délicate la compréhension de l'ensemble. Quatre étapes principales peuvent être retenues. Tout d'abord, au milieu du XIIe siècle le bâtiment se présentait sous la forme de deux petites maisons, comprenant un bâtiment haut, ou petite tour, sur la rue et un autre plus bas sur la cour. La tour rectangulaire d'une quinzaine de mètres de haut possédait de puissants murs. L'une d'entre elles est encore visible sur la façade Est de l'édifice. Les deux maisons sont réunies en un seul ensemble, arasant les tours et créant une façade longue sur la rue vers 1190-1200. 
Ensuite, au XIVe siècle, vers 1340, les Piolenc font construire une salle de grande dimension utilisée alternativement pour abriter la cour royale de justice de Pont-Saint-Esprit et pour un usage privé. La charpente majestueuse qui s'élève à près de 8 mètres de hauteur a reçu une riche décoration : blasons, bestiaire fantastique, représentations humaines, animales ou végétales se répartissent sur l'ensemble de la voûte.
Puis, en 1450, Guillaume de Piolenc fait construire un nouveau bâtiment en fond de cour, qui accueillera deux salles d'apparat aux plafonds richement décorées. La salle supérieure conserve, en plus des peintures de la charpente, la décoration murale géométrique voulue par Guillaume de Piolenc.
La qualité et l'état de conservation des décors font de cette demeure médiévale un ensemble exceptionnel pour la basse vallée du Rhône.
Par ailleurs, en 1990, une campagne de sondages archéologiques a permis de préciser l'évolution du bâti depuis le XIIe siècle. Ainsi une fosse à détritus mise en service dans la première moitié du XIVe siècle s'appuyait contre les fondations d'une tour construite dans la seconde moitié du XIIe siècle. Cette fosse à détritus, datée par les monnaies, contenait une grande quantité de restes culinaires, des objets et de la vaisselle utilitaires (céramique grise de l'Uzège) ainsi que de la vaisselle luxueuse (gobelets et verres à tiges, céramique à décor vert et brun, céramique à lustre métallique des environs de Valencia en Espagne).
Enfin, le dépouillement de l'ensemble des archives de la famille de Piolenc a permis de compléter l'étude historique de la maison des chevaliers. Parmi ces archives, on doit mentionner un acte du 13 septembre 1322 qui dresse l'inventaire des biens meubles et immeubles de la demeure.

Vues de la Maison des Chevaliers
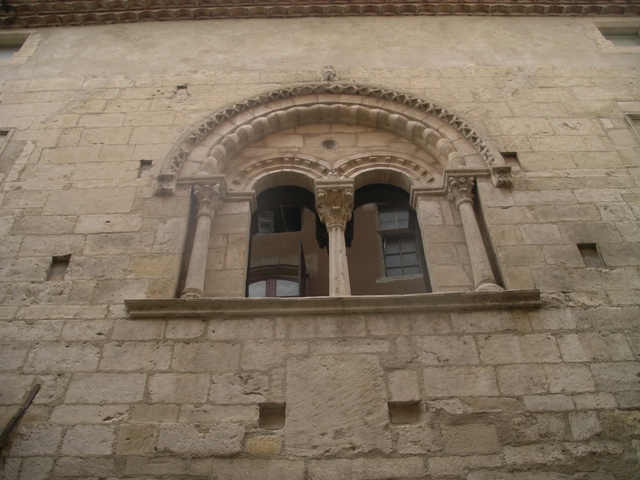
Détail de la baie romane de la façade ouest (fin du XIIe siècle).
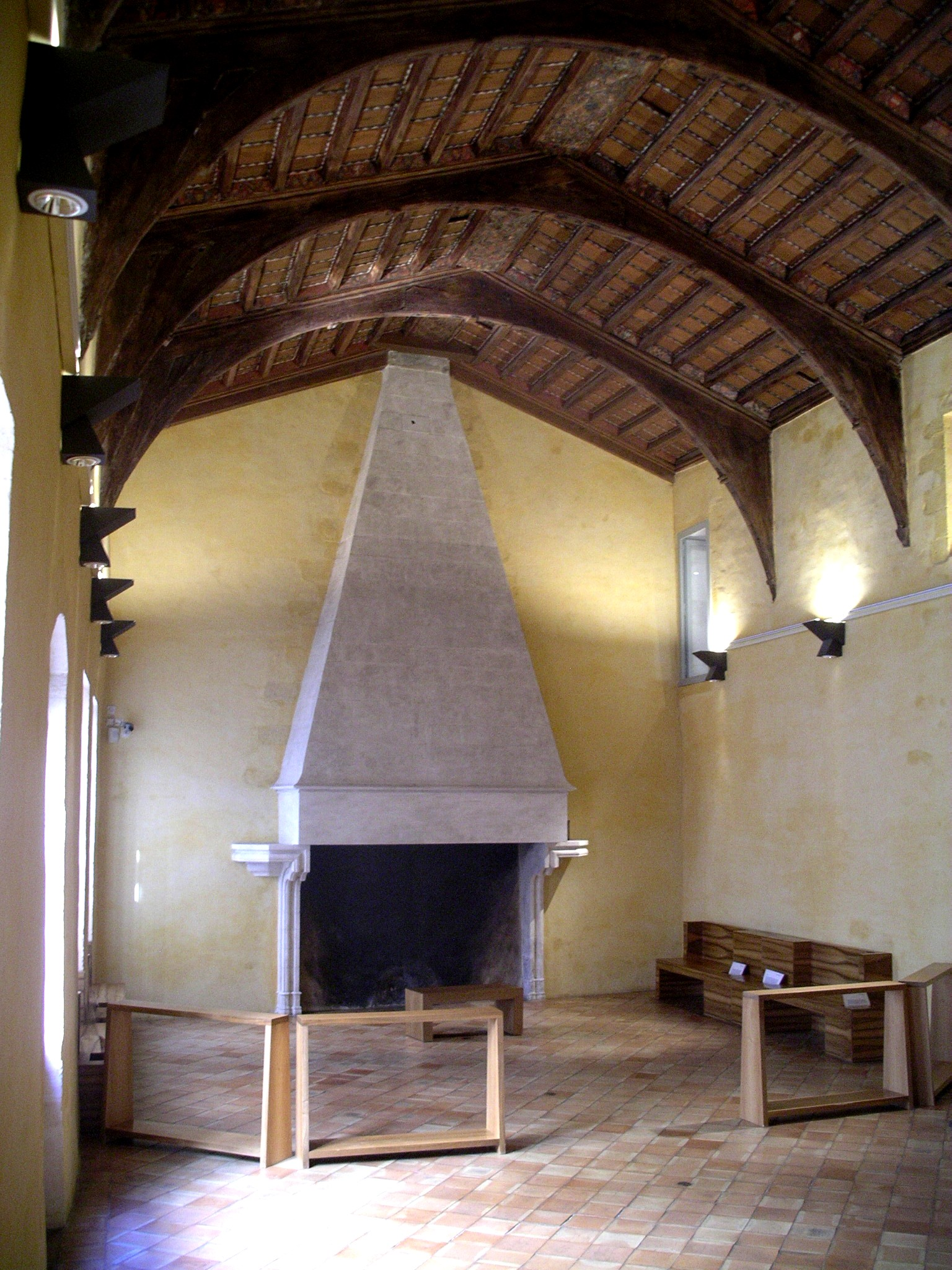
Cour royale de justice construite vers 1337-1343.
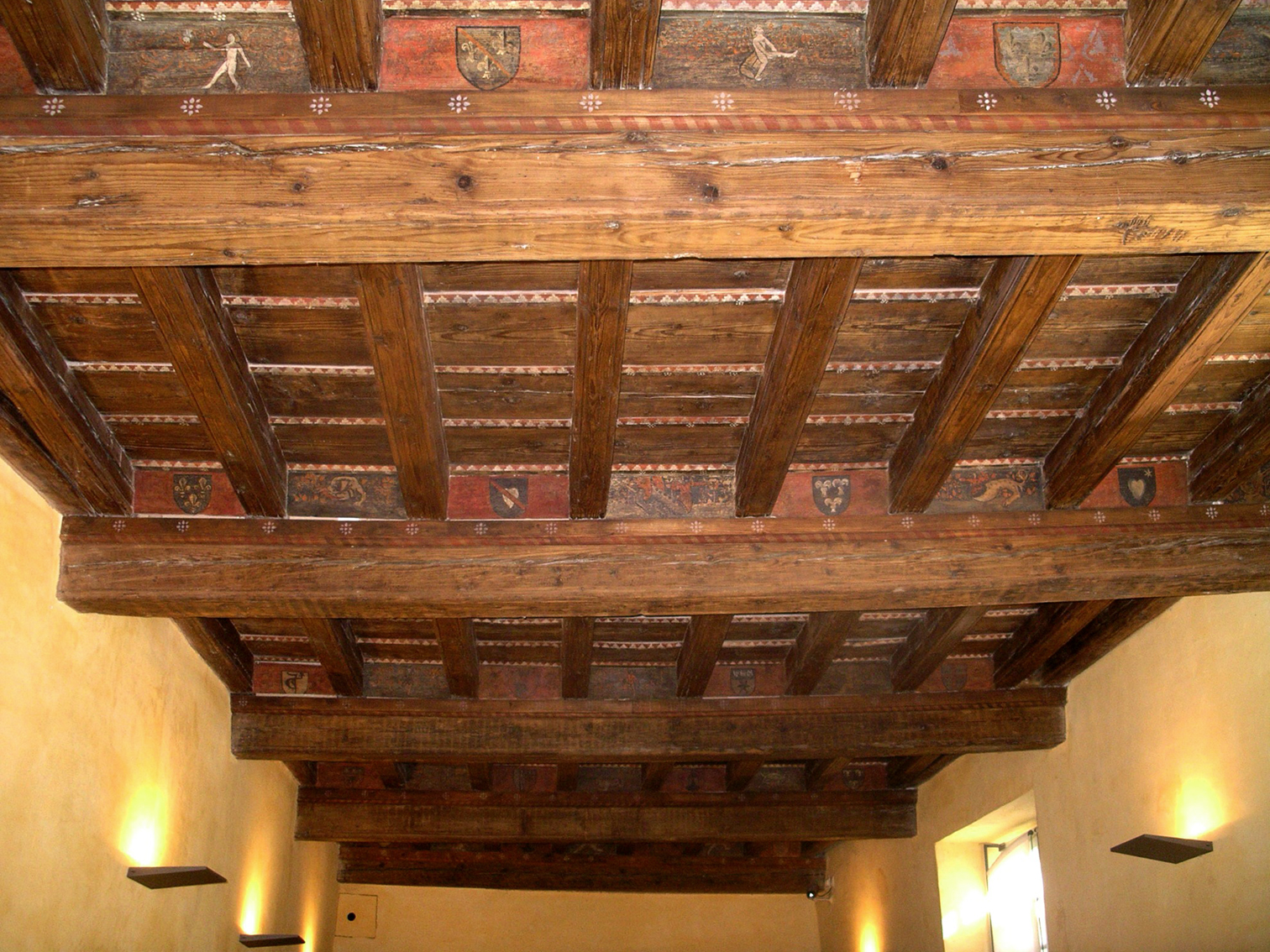
Plafond peint de la salle d'apparat du rez-de-chaussée construite en 1450.
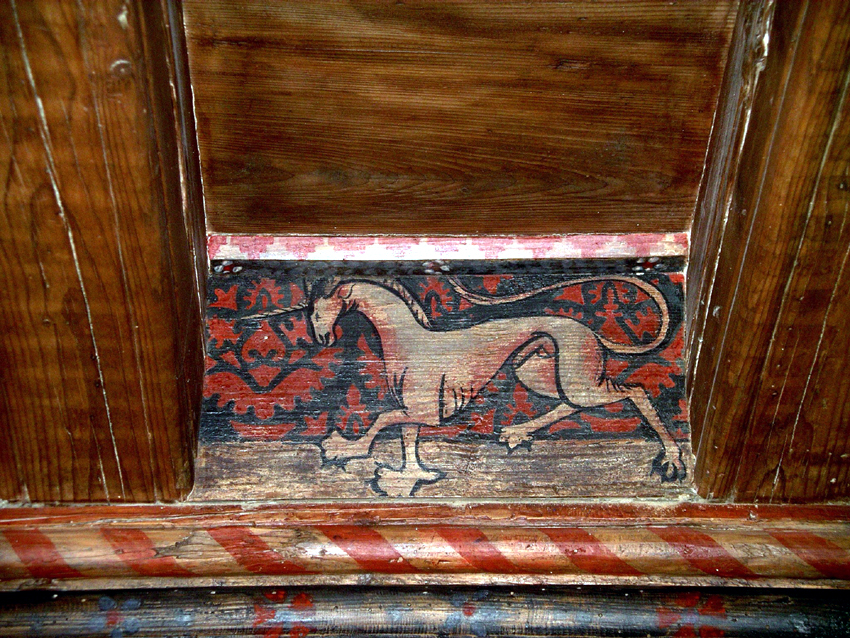
Détail (licorne) du plafond peint de la salle d'apparat du premier étage, 1450.

## Le musée d'Art sacré
Le musée d'Art sacré du Gard est labellisé « musée de France ». Il est la tête du réseau des musées d'art sacré et de spiritualité de France. 
Le musée est placé sous la responsabilité de la conservation départementale des musées du Gard, direction du conseil général du Gard, qui gère également le musée Paul-Raymond (fermé) de Pont-Saint-Esprit (situé à 50 m du musée d'Art sacré), le musée Albert-André et le musée Léon-Alègre de Bagnols-sur-Cèze, ainsi que le musée Pierre-de-Luxembourg de Villeneuve-lès-Avignon.
Parmi les legs au musée, relevons celui de l'artiste Lena Vandrey, qui a fait don à la fin des années 1990 de sa collection de boîtes de nonne, acquises surtout en Provence et dont elle s'était inspirée pour ses propres œuvres.

### Les collections
De nombreux objets sont exposés dans les salles du musée parmi lesquels :
- le sarcophage de dame Kaa-Iset, Moyenne Égypte, vers 330 av. J.-C.[2] ;
- un portrait du Fayoum, Égypte, 110-130[3] ;
- un carreau de terre cuite à l'effigie du Christ, environs de Carthage, VIe siècle ;
- l'autel paléochrétien de Saint-Victor-de-Castel (Bagnols-sur-Cèze), VIIe siècle ;
- une cuve baptismale romane en plomb, XIIe siècle ;
- une vierge romane en bois peint, XIIIe siècle ;
- le reliquaire de saint Césaire d'Arles, 1429 ;
- une Madone de l'école florentine, XVe siècle ;
- L'Adoration des mages, tableau de Nicolas Dipre, vers 1500 ;
- le Coran d'Ibn Al-Yas, 1506 (an 912 de l'Hégire) ;
- un rouleau de la Torah, XVIIIe siècle ;
- la pharmacie de l'hôpital du Saint-Esprit, céramiques des XVe – XVIIIe siècles[4] ;
- un blouson de scène de Johnny Hallyday[5].

Vues du musée d'Art sacré du Gard
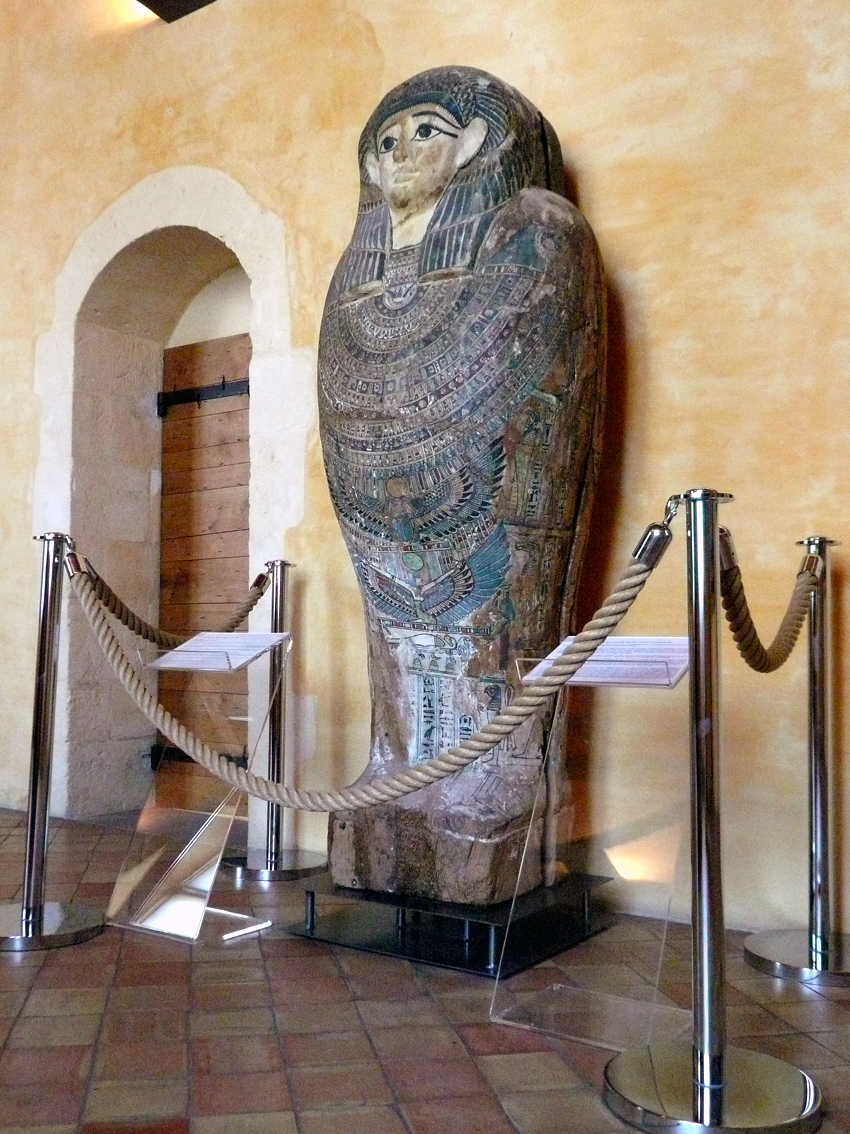
Sarcophage de dame Kaa-Iset, Moyenne-Égypte, vers 330 av. J.-C.
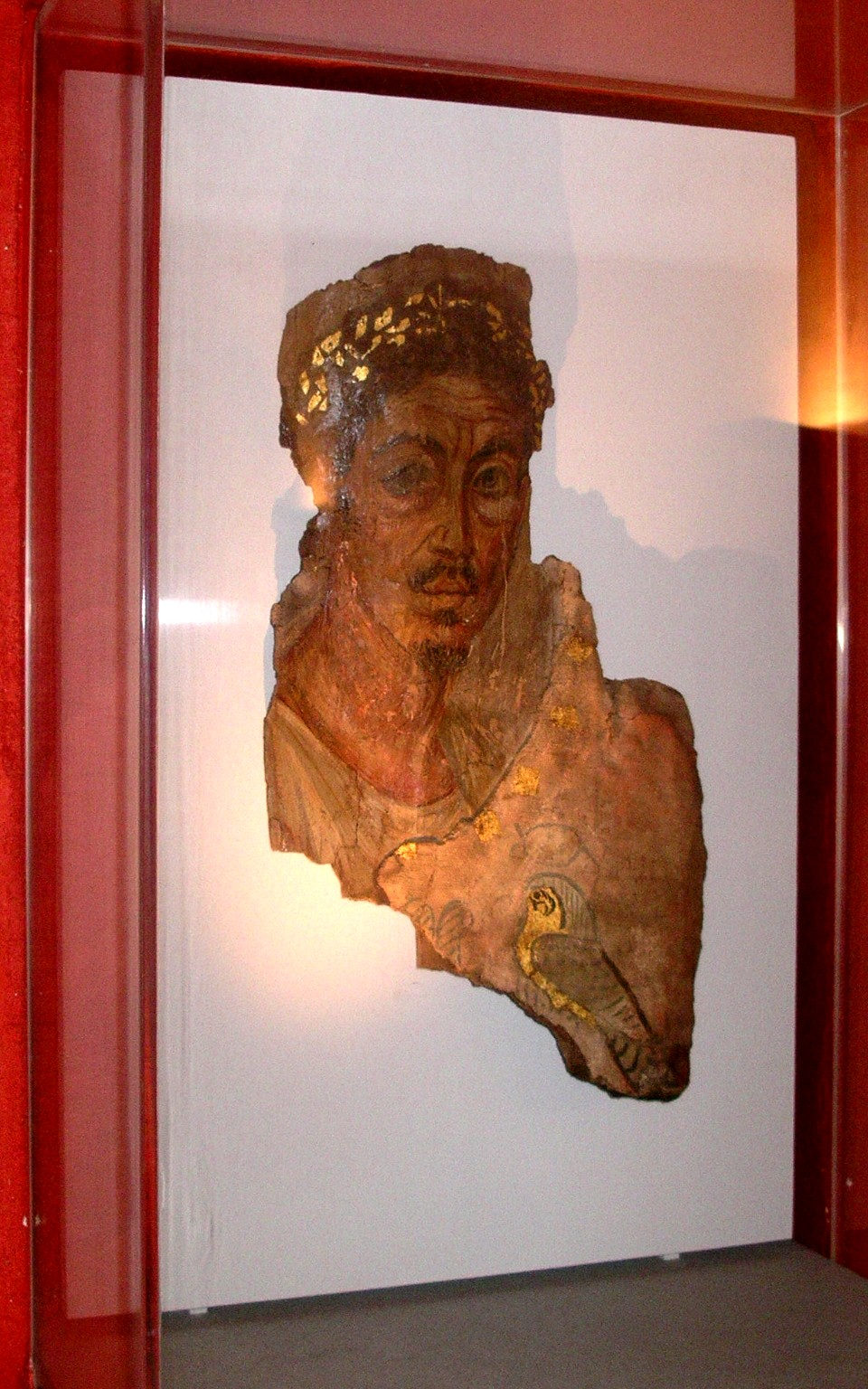
Portrait d'homme, oasis du Fayoum, Égypte, 110-130.
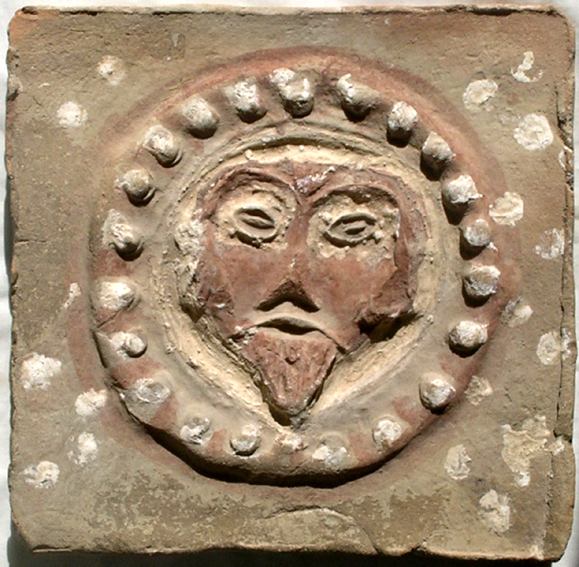
Carreau en terre cuite à l'effigie du Christ, environs de Carthage, VIe siècle.
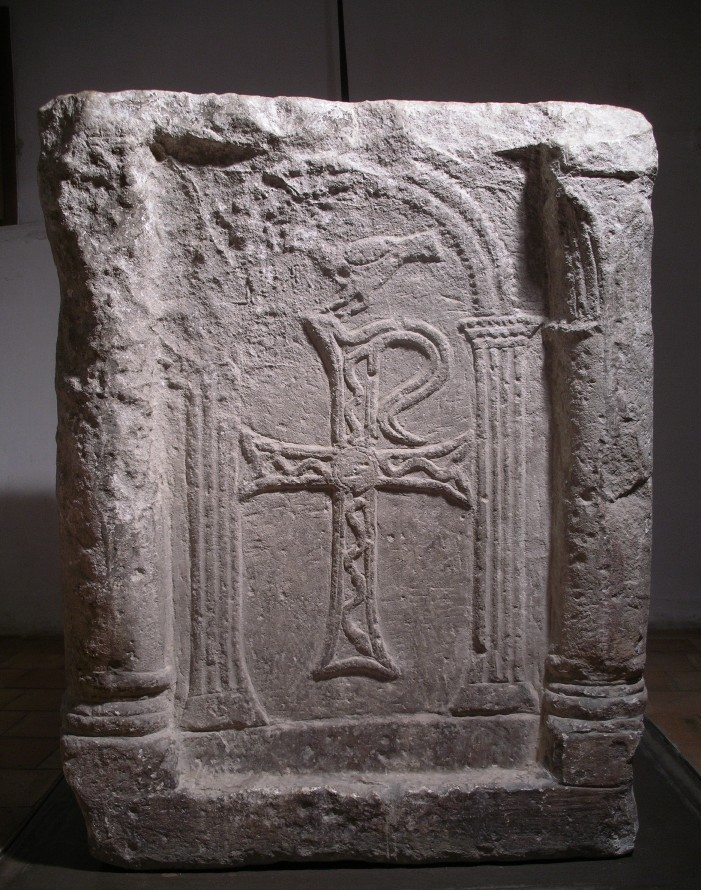
Autel paléochrétien de Saint-Victor-de-Castel à Bagnols-sur-Cèze, VIIe siècle.
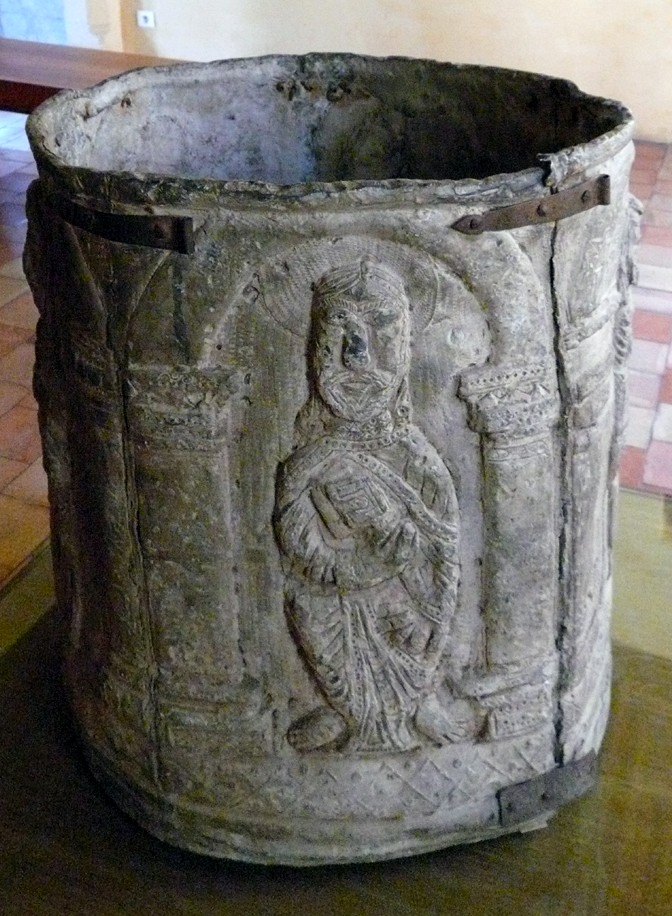
Cuve baptismale romane en plomb, Languedoc, XIIe siècle.
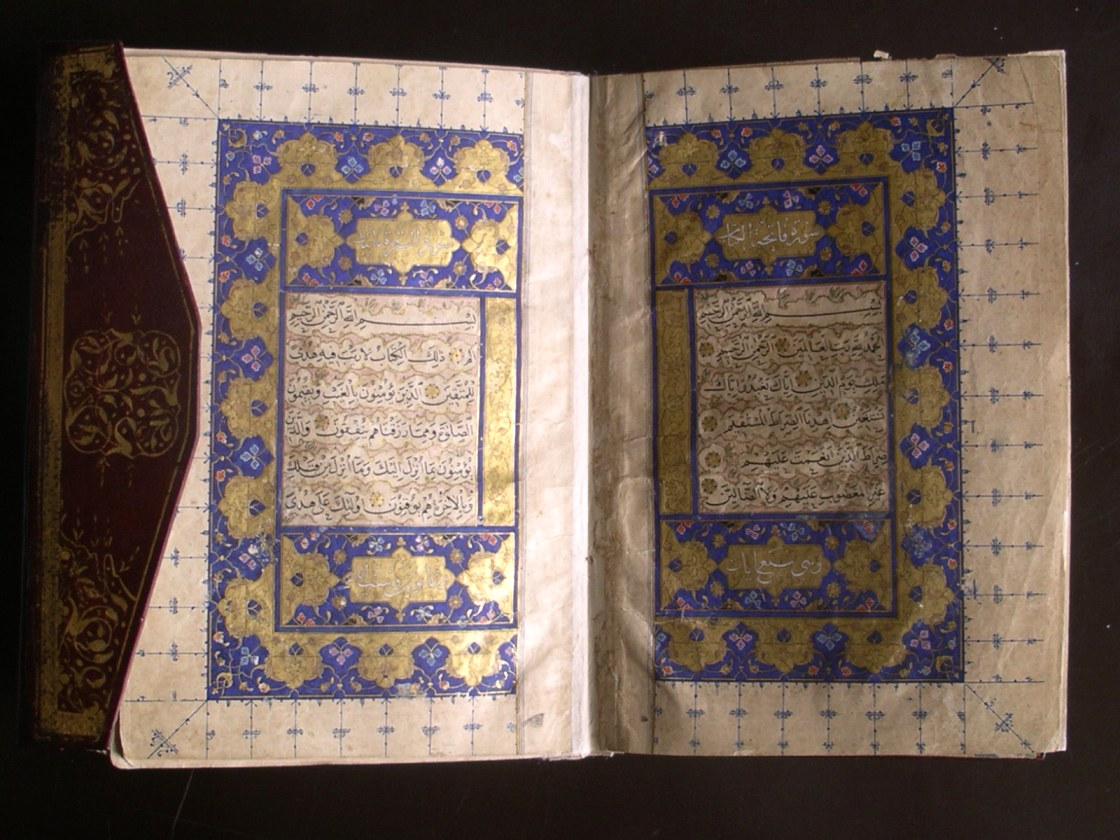
Coran d'Ibn-al-Yas, Qom, Iran, 1506 (an 912 de l'hégire).
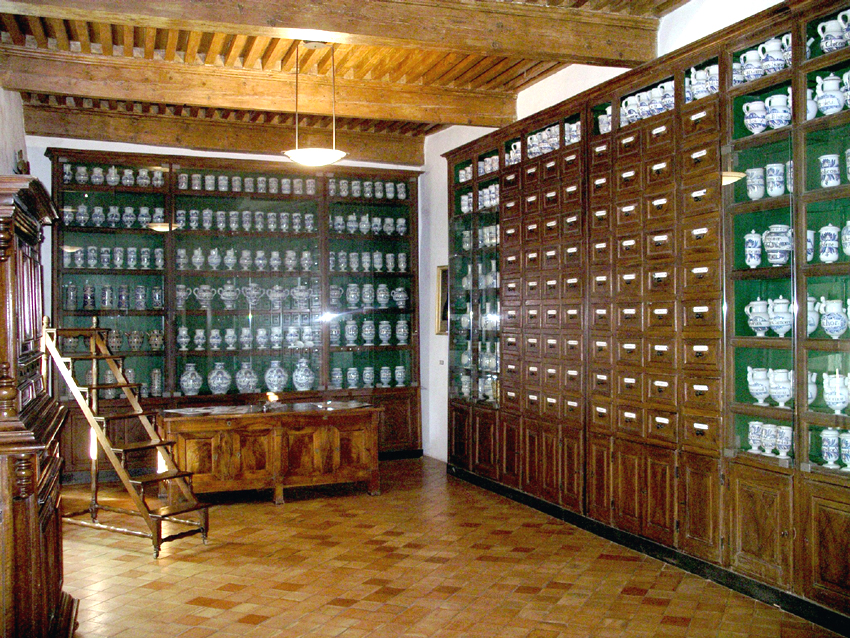
Meuble et pots de la pharmacie de l'hôpital de Pont-Saint-Esprit.
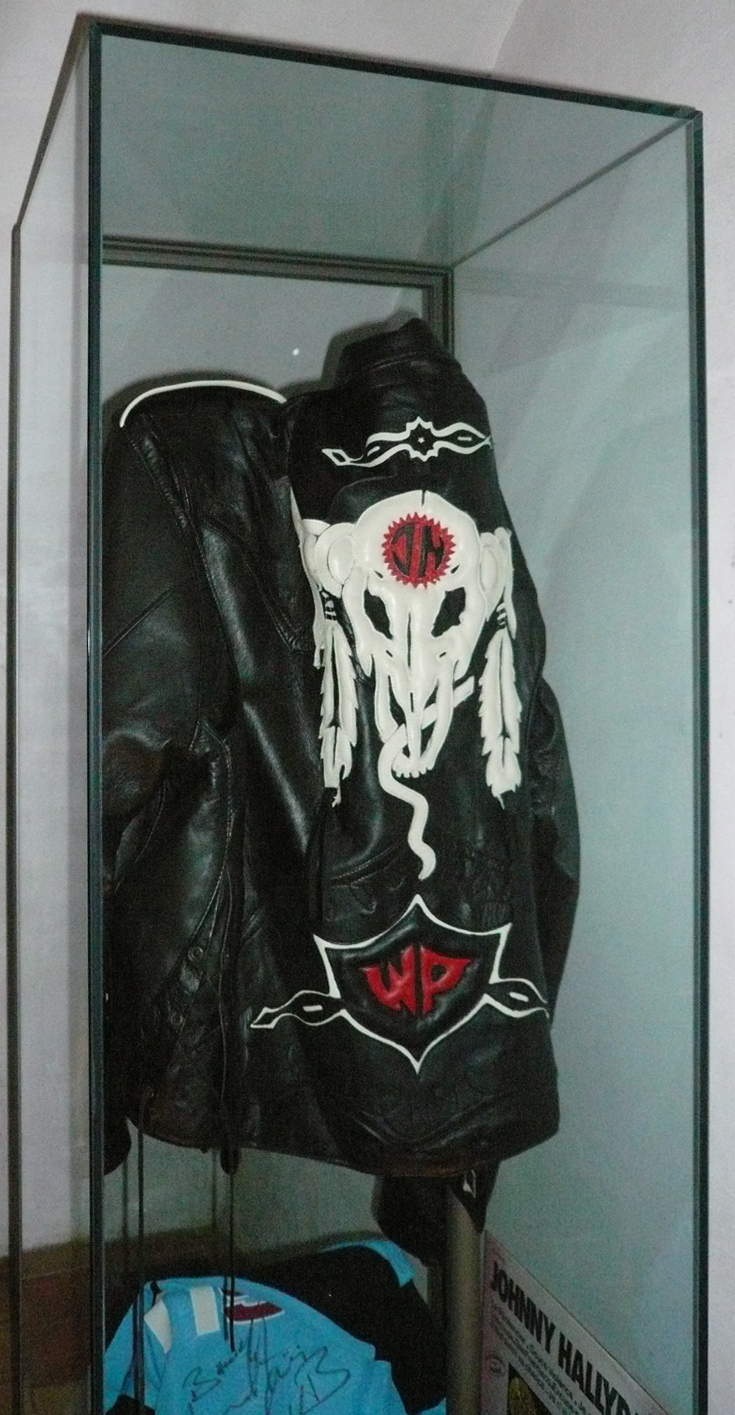
Blouson de scène de Johnny Hallyday, porté par le chanteur lors de la fête de l'Humanité en 1991 et de la tournée d'été de 1992.

### Activités du musée
Le musée propose régulièrement des expositions temporaires mettant en valeur les collections non présentées au public ou dévoilant des artistes actuels dont le travail offre une approche contemporaine de l'art sacré, comme Pierre Cayol (juin-septembre 2012).
Le musée propose un cycle de conférence annuel intitulé Une heure, une œuvre permettant de découvrir une fois par mois une œuvre issue des collections.
De nombreuses animations sont également proposées aux groupes scolaires, principalement autour de l'histoire de la Maison des Chevaliers et du Moyen Âge.
Le musée accueille par ailleurs le centre de recherches cartusiennes, dont le but est de favoriser les recherches sur l'histoire de l'ordre des Chartreux.

### Conservateurs
- 1995-2015 : Alain Girard.
- depuis 2015 : Béatrice Roche.